# Emmeline Pethick-Lawrence
Emmeline Pethick-Lawrence, ook wel Lady Pethick-Lawrence (Bristol, 21 oktober 1867 – Gomshall, 11 maart 1954), was een Britse vrouwenrechtenactiviste.

## Biografie
Emmeline Pethick werd geboren op 21 oktober 1867 in Bristol. Haar vader was zakenman. Ze was de tweede van dertien kinderen, en werd op haar achtste naar een kostschool gestuurd.
Van 1891 tot 1895 werkte ze als een "zuster van het volk" voor de West London Mission (de missie van West-Londen) in Cleveland Hall, in de buurt van Fitzroy Square. Ze hielp Mary Neal bij het runnen van de meisjesclub van de missie. In de herfst van 1895 verliet ze samen met Mary Neal de missie en richtte het tweetal de Espérance Club op, een meisjesclub die niets te maken had met de beperkingen van de missie en kon experimenteren met dans en drama.
Pethick richtte ook Maison Espérance op. Dit was een dameskleermakerscoöperatie waar vrouwen een minimumloon verdienden, een achturige werkdag hadden en vakantie kregen.
Pethick trouwde in 1901 met Frederick Lawrence nadat hij een liberaler politiek standpunt had ingenomen. Het stel nam de naam Pethick-Lawrence aan en had aparte bankrekeningen, om beiden autonoom te blijven. Ze was lid van de Suffrage Society en werd in 1906 voorgesteld aan Emmeline Pankhurst. Ze werd de penningmeester van de Women's Social and Political Union (WSPU) en haalde in een periode van zes jaar £134.000 op.

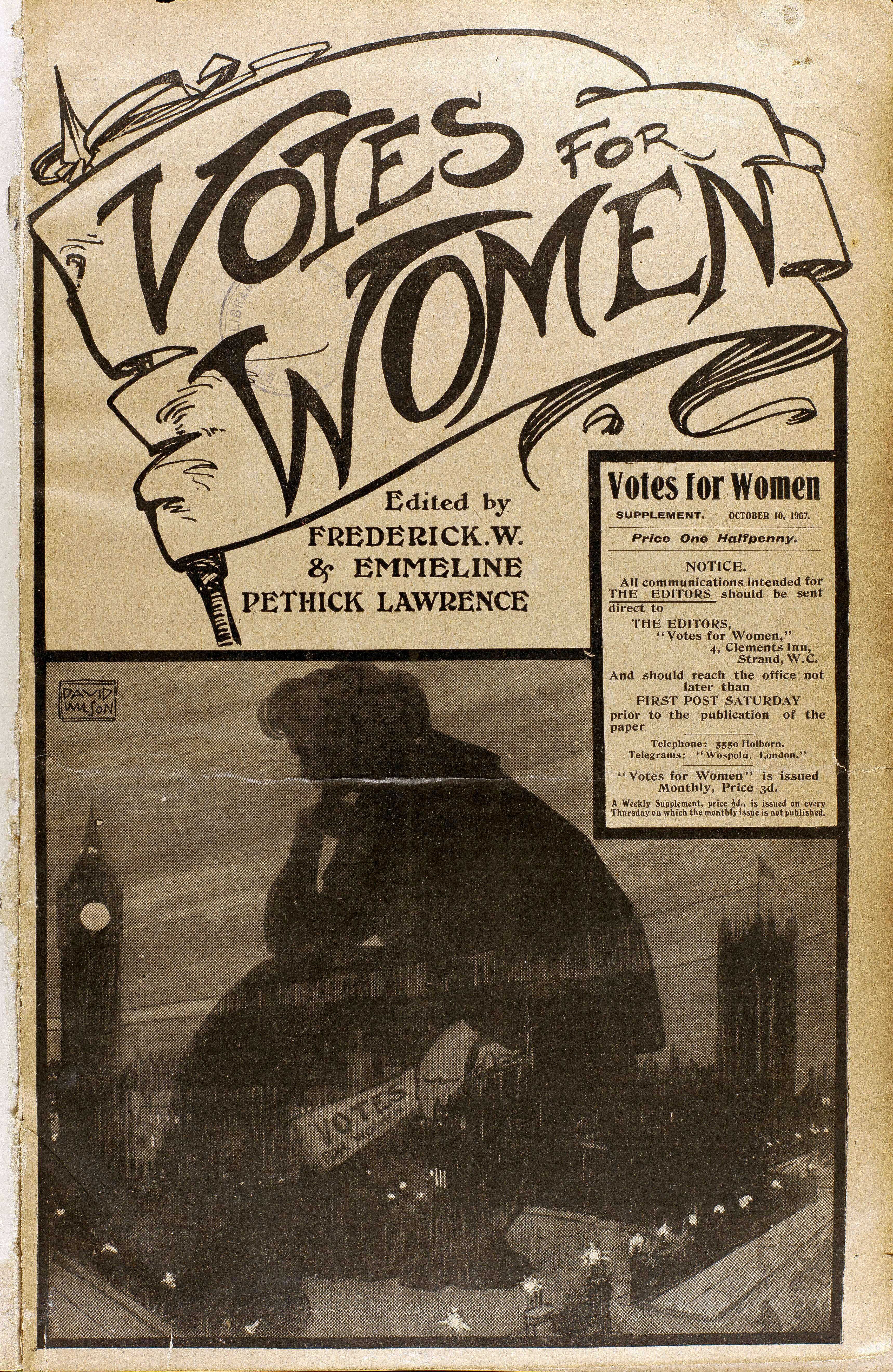
Votes for Women was de krant waarvan het stel Pethick-Lawrence hoofdredacteur was

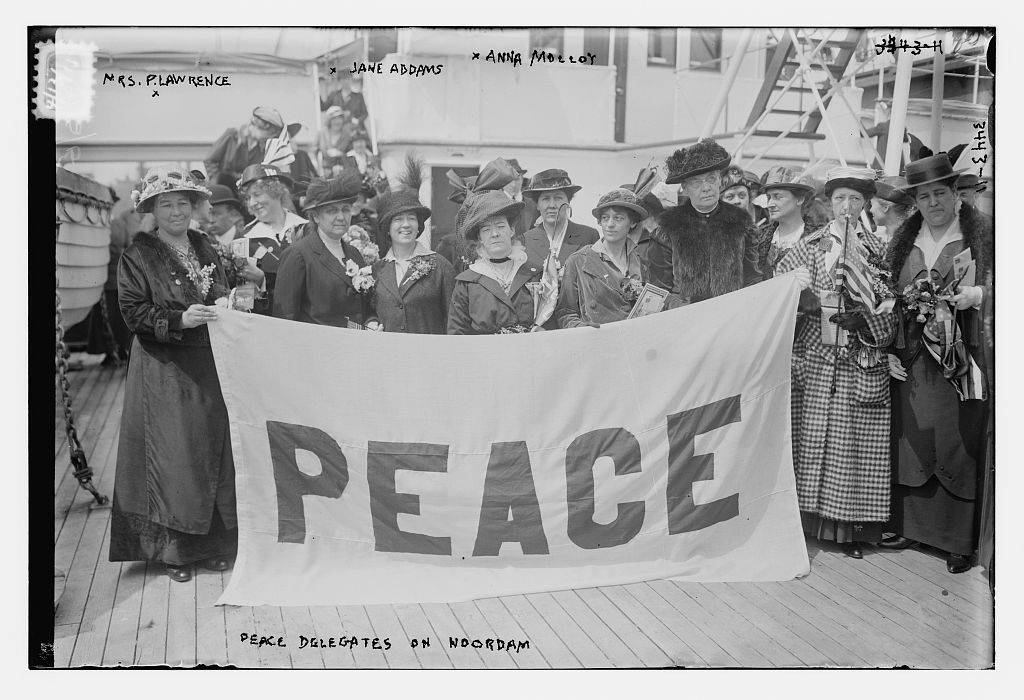
Pethick Lawrence links in 1915 bij Women at the Hague. Op de foto staan ook o.a. Jane Addams en Annie E. Malloy

Pethick-Lawrence richtte in 1907 met haar man de krant Votes for Women op. Het stel werd in 1912 gearresteerd voor samenzwering na demonstraties waarbij ramen vernield waren. Zij hadden deze acties echter afgekeurd. Na hun vrijlating zetten Emmeline Pankhurst en haar dochter Christabel het echtpaar Pethick-Lawrence uit de WSPU wegens een aanhoudend meningsverschil over radicaal activisme, waar Emmeline en Frederick op tegen waren. Het stel sloot zich aan bij de United Suffragists. Emmeline was aanwezig bij het Women's Peace Congress in 1915 in Den Haag. In 1918 was ze kandidaat voor de Labour-partij in Manchester Rusholme.
In 1938 gaf Emmeline haar uitgebreide memoires uit, die vooral gaan over de radicalisering van de vrouwenkiesrechtbeweging in de aanloop naar de Eerste Wereldoorlog.
In 1945 werd ze Lady Pethick-Lawrence toen haar man baron werd.

## Organisaties
- Espérance Club
- Guild of the Poor Brave Things
- Independent Labour Party
- Kibbo Kift
- West London Methodist Mission
- Women's International League
- Women's Social and Political Union (WSPU)